# Агеево (Белозерский район)
Аге́ево — деревня в Белозерском районе Вологодской области.
Входит в состав Гулинского сельского поселения, с точки зрения административно-территориального деления — в Гулинский сельсовет.
Расстояние по автодороге до районного центра Белозерска составляет 31 км, до центра муниципального образования деревни Никоновская — 3,5 км. Ближайшие населённые пункты — Ершово, Зубово, Семеино.
Население по данным переписи 2002 года — 19 человек.